# 克里斯蒂安四世
克里斯蒂安四世（丹麦语：Christian IV. 1577年4月12日—1648年2月28日）出身于奥尔登堡王朝的丹麦国王和挪威国王（1588年至1648年在位）。他被认为是丹麦历史上最成功的君主之一，同時也是在位最久的國王。在他统治时期，丹麦的知识和文化得到极大发展，而前期国势更臻于极盛。其在位年间适逢新旧教之间因历史遗留原因而大规模爆发的三十年战争。

## 早期统治
克里斯蒂安四世是丹麦和挪威国王弗雷德里克二世之子，出生于腓特烈斯貝宮，母親是梅克倫堡-居斯特羅公爵烏爾里希三世的女兒索菲。1588年弗雷德里克二世去世后，克里斯蒂安继承了丹麦和挪威两国的王位，由其母摄政至1596年。攝政期間，王太后索菲將長女安娜（克里斯蒂安之長姊）嫁給英國王位繼承人──蘇格蘭國王詹姆斯六世，蘇、丹聯盟使得1603年繼承英國王位的詹姆斯繼續與丹麥的同盟，讓親政後的克里斯蒂安在國際上有一強力後盾，盡情揮灑其外交手腕。
克里斯蒂安四世在亲政后进行了一系列国内改革。他对军事建设尤为关注。在尼德兰工程师指导下，丹麦建筑了新的要塞。克里斯蒂安四世希望在波罗的海建立丹麦的海上优势：在1596年时仅有22艘舰船的丹麦海军，到1610年时已扩充至60艘，其中有一些是克里斯蒂安四世本人设计的。但是，克里斯蒂安四世仍然必须主要依靠雇佣军，辅以从本国农民中征召的军队（这些农民兵员主要来自王室领地）。
克里斯蒂安四世是第一个采取重商主义政策的丹麦君主，他积极扩展国家的对外贸易。在他的支持下建立了丹麦西印度公司和丹麦东印度公司。1620年，丹麦人在印度南海岸的德伦格巴尔地区夺取了一小块殖民地。建设了几个新港口，并大大提高了对通过松德海峡的船只的征税。但是，克里斯蒂安建立商业帝国的企图也使丹麦陷入财政危机。

## 卡尔马战争
克里斯蒂安四世时代，丹麦与在克里斯蒂安二世统治时代摆脱丹麦控制的瑞典重启战端。两国在1611年至1613年爆发了卡尔马战争。在这场战争中，那支由克里斯蒂安四世努力重建的军队接受了第一次检验，取得了部分成功。在战争中，丹麦军队攻克了瑞典东部的重镇卡尔马。克里斯蒂安四世因此与瑞典国王古斯塔夫二世·阿道夫签订了对丹麦有利的克奈雷德条约（1613年1月20日）。不过从长远看，这场战争给丹麦的经济带来相当损耗。

## 三十年战争

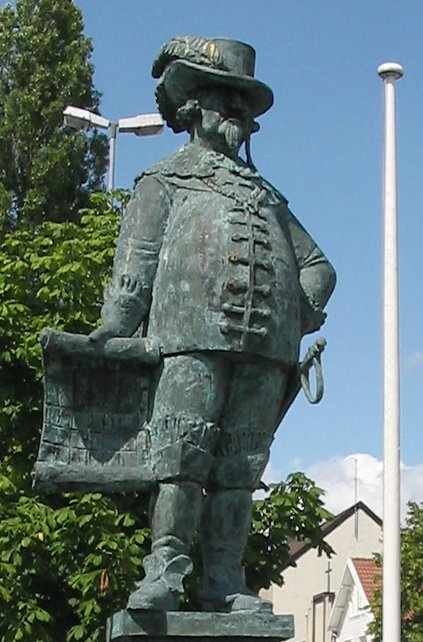
克里斯蒂安四世的雕像

在克里斯蒂安四世统治时期，欧洲发生了具有历史意义的三十年战争。也许是由于个人的好大喜功，也许是为了使丹麦从中获利，克里斯蒂安四世萌生了介入德意志的思想。有一段时间他完全打消了这种想法，但是由黎塞留领导的主要西欧大国法国却努力诱使他这样做。为了能成为新教徒的救星，也为了抢在瑞典的古斯塔夫二世之前在德国建立影响，克里斯蒂安四世最后决定投入这场战争，去与神圣罗马帝国皇帝及德国的天主教诸侯为敌。
黎塞留倡议英国、联省共和国（即不受西班牙统治的尼德兰，此时正与西班牙斗争激烈）和丹麦订立反哈布斯堡王朝的联盟，由丹麦出兵，英荷两国提供资金帮助。但克里斯蒂安四世在联盟还没有订立时就已经采取行动。1625年5月，克里斯蒂安四世率领丹麦军队进入德意志境内。他的军队大约有19000～25000人，并得到德国北部一些新教诸侯的支援。丹麦军最初获得几场小的胜利。
1626年8月27日，丹麦军在巴伦山麓卢特被梯利伯爵率领的帝国军击败。克里斯蒂安四世在这次溃败之后被迫转入守势，在1627年夏天，梯利和帝国统帅瓦伦斯坦的军队已经攻入丹麦境内。迫于形势，克里斯蒂安四世与他的宿敌古斯塔夫二世结盟，借助瑞典的力量挫败了瓦伦斯坦对施特拉尔松德的围攻。由于丹麦仍保有一支可畏的海军，克里斯蒂安四世度过了难关，于1629年5月在吕贝克和皇帝斐迪南二世签署和约，保证完全退出这场战争。丹麦在这次对德国的干涉中，没有得到任何利益。三十年战争产生的威斯特伐利亚主权体系是近代欧洲第一个国际关系体系。法国完全实现了其削弱神圣罗马帝国的目标，成为最大的胜利者。

## 后期统治
在经历了三十年战争的惨痛教训之后，克里斯蒂安四世锐气尽失。吕贝克条约签订后的相当长一段时间里他都郁郁寡欢，偏偏这时他的家庭裡又发生了丑闻。
克里斯蒂安四世并不是位高明的政治家。他在位时期，瑞典上升为北欧大国，并在欧洲事务中处于领导地位，对丹麦的利益构成严重威胁。而克里斯蒂安四世缺乏针对瑞典的成熟政策。在古斯塔夫二世阵亡于吕岑战役、法国公开介入、三十年战争进入法国-瑞典阶段后，克里斯蒂安四世觉得已经必须遏制瑞典。他进行了一系列外交行动：同意与俄国沙皇米哈伊尔·费奥多罗维奇结盟，企图吸引俄国参与反对瑞典；并竭力干预结束三十年战争的谈判，避免波罗的海的主要地带落入瑞典之手。克里斯蒂安四世的鲁莽做法使瑞典的头面人物们相信，与丹麦进行一场战争不可避免。1643年5月，瑞典枢密院决定对丹麦开战（所谓托尔斯滕森战争，以瑞典统帅托尔斯滕森的名字命名）。局势对丹麦极为不利：瑞典由于三十年战争的成就而在德国获得进攻丹麦的据点；联省共和国（荷兰人）同意在海上以舰队支持瑞典人。托尔斯滕森指挥的在波希米亚的瑞典军队（当时正准备进攻维也纳）迅速回师，直插丹麦南部。到1644年1月，托尔斯滕森已经占领了日德兰半岛。
瑞典的猛烈打击使丹麦处于崩溃的边缘；在这种情况下，克里斯蒂安四世再次振作起来，领导人民反抗瑞典。这次幸运女神站在了丹麦一边。由于瑞典政府推迟了对斯堪尼亚的进军，使丹麦人获得了喘息之机。要塞得以加固；而荷兰人的舰队在石勒苏益格西部海域被丹麦海军击退了。1644年7月1日，丹麦海军在基尔湾附近击败了瑞典舰队。克里斯蒂安四世在是役中表现得十分勇敢坚毅，在身受重伤之后仍坚持登船督战。但是1644年9月的另一场战斗最后耗尽了丹麦的军事能力。克里斯蒂安四世被迫接受法国与荷兰的斡旋，于1645年2月8日和瑞典签订了屈辱的和约。根据条约，丹麦向瑞典割让哥得兰岛、萨雷马岛（在爱沙尼亚）和霍兰（30年后归还），受丹麦统治的挪威则被割走了两个省（耶姆特兰省和海尔耶达伦省）。有一段时期，对于经过厄勒海峡的瑞典船只，丹麦还必须予以免税。丹麦至此完全丧失在波罗的海地区的霸权。
在经历了这场战争之后，克里斯蒂安四世已是心力交瘁。他在几个女婿的争权夺利中度过了晚年。1648年他在哥本哈根去世，葬于罗斯基勒大教堂。

## 在位时的国内建设
克里斯蒂安四世统治前期励精图治，并一直寻求国内稳定。他一度以不彻底的行政改革推动丹麦政府，又通过编制法典解决平民与贵族的矛盾。他也是有名的喜欢大兴土木的国王：在他统治时期，许多宏伟建筑竖立起来，包括罗森堡宫、哥本哈根的圆塔和新的腓特烈斯貝宮。但是后来，在战争上的大量开支抵消了他的成就，财政瘫痪和巨额外债接踵而来；克里斯蒂安四世发现国会和贵族经常反对他。尽管如此，克里斯蒂安四世仍是最受人民爱戴的丹麦国王之一。

## 家庭
1597年12月27日，克里斯蒂安四世娶了勃兰登堡选侯约阿希姆·腓特烈的女儿安娜·卡塔里娜。她在生了6个孩子之后于1611年去世。之后，克里斯蒂安四世于1615年和一名贵族妇女克里斯滕·蒙克秘密结婚，后者生了12个孩子；克里斯蒂安四世不久又迷上了宫廷女侍维贝克·克鲁斯。据信克里斯蒂安四世的子女，包括婚生与私生至少有26个。

## 资料来源
- Encyclopædia Britannica Eleventh Edition
- 苏联历史大百科全书·人物卷，1961～1973

| 克里斯蒂安四世 歐登堡王朝出生于：1577年4月12日逝世於：1648年2月28日 | 克里斯蒂安四世 歐登堡王朝出生于：1577年4月12日逝世於：1648年2月28日 | 克里斯蒂安四世 歐登堡王朝出生于：1577年4月12日逝世於：1648年2月28日 |
| 統治者頭銜                                                          | 統治者頭銜                                                          | 統治者頭銜                                                          |
| ------------------------------------------------------------------- | ------------------------------------------------------------------- | ------------------------------------------------------------------- |
| 前任： 弗雷德里克二世                                               | 丹麥和挪威聯合王國國王 1588年－1648年                               | 繼任： 弗雷德里克三世                                               |